# مونیا قاسمی
مونیا قاسمی (زاده ۲ مه ۱۹۹۰) ورزشکار پارالمپیایی اهل الجزایر است که عمدتاً در مسابقات پرتاب کلاس ۳۲ شرکت می‌کند.او تا سال ۲۰۲۴، ۲۹ طلا، ۱۲ نقره و ۶ برنز مدال برده است.
قاسمی نمایندهٔ کشورش در بازی‌های پارالمپیک تابستانی ۲۰۱۲ لندن بود و در مسابقات پرتاب وزنه F۳۲–۳۴ و F۳۱/۳۲/۵۱ شرکت کرد. او در پرتاب وزنه هفتم شد، اما در مسافت ۲۲٫۵۱ متری در پرتاب چماق بهترین شد و باعث شد مدال نقره را از آن خود کند. قاسمی علاوه بر موفقیت خود در پارالمپیک، چهار بار پیاپی در مسابقات جهانی IPC موفق به کسب یک مدال طلا و سه نقره، دو نقره در پرتاب وزنه و یک طلا و نقره در پرتاب چماق شد. قاسمی در مسابقات جهانی پارا دو و میدانی ۲۰۱۷ در لندن با مسافت ۲۵٫۰۷ متری، اولین عنوان قهرمانی جهان را کسب کرد.
او مدال برنز پرتاب F۳۲ چماق زنان را در بازی‌های پارالمپیک تابستانی ۲۰۲۰ که در توکیوی ژاپن برگزار شد، به دست آورد. رئیس جمهور عبدالمجید تبون، به مناسبت کسب مدال برنز در این بازی‌ها از وی تجلیل کرد. 